# Giáo hoàng Grêgôriô VIII
Grêgôriô VIII (Latinh: Gregorius VIII) là vị giáo hoàng thứ 173 của giáo hội công giáo.
Theo niên giám tòa thánh năm 1806 thì ông đắc cử Giáo hoàng năm 1187 và ở ngôi Giáo hoàng trong 1 tháng 25 ngày. Niên giám tòa thánh năm 2003 xác định ông đắc cử Giáo hoàng ngày 21 tháng 10 năm 1187, ngày khai mạc chức vụ mục tử đoàn chiên chúa là ngày 25 tháng 10 và ngày kết thúc triều đại của ông là ngày 17 tháng 12 năm 1187.
Giáo hoàng Gregory VIII sinh tại Benevento, Ý với tên là Alberto Sartorio di Morra. Ông đã giúp đỡ các Kitô hữu ở Đất Thánh về mọi mặt.
Triều đại của ông rất ngắn và chỉ mỗi một mối bận tâm là cuộc Thập Tự Chinh III. Ông cố kéo Barbarossa vào cuộc thánh chiến này, nhưng hoàng đế không chịu.